# Кодер (фильм)
«Кодер» (англ. Cypher) — американский фантастический триллер с элементами неонуара 2002 года режиссёра Винченцо Натали.
В главных ролях — Джереми Нортэм и Люси Лью.

## Сюжет
Жизнь для Моргана Салливана (Джереми Нортэм) кажется скучной и безрадостной. Работу бухгалтера он потерял, свою жену он уже не любит. Вскоре он начинает работать на таинственную компанию «ДиджиКорп» (DigiCorp, «Цифровая Компания»), суть его работы состоит в том, чтобы заниматься корпоративным шпионажем. Новая жизнь кажется ему увлекательнее, ему поручают задания и дают новое имя. Также он знакомится с загадочной женщиной Ритой Фостер (Люси Лью).
Морган наслаждается новой, скрытной жизнью, посещая семинары по всей стране и передавая с них, с помощью секретного устройства (скрытный передатчик через спутник), выступления конкурентов (на, казалось бы, обыденные темы — распространение предметов гигиены или моющих средств). Но, как просветила его Рита — эти скучные собрания всего лишь ширма для зловещих операций «ДиджиКорпа», превращающего своих «шпионов» в послушных марионеток, утративших своё «я». Она делает ему укол и просит на следующей конференции никак не реагировать на то, что он там увидит. Начавшаяся мигрень и странная боль в затылке вселяет в него страх и подозрения.
И действительно, он наблюдает, как участникам семинара под воздействием какого-то наркотика надевают что-то вроде шлемов и им «промывают мозги». И хотя на него самого из-за противоядия наркотик не оказывает никакого эффекта, он всё же просыпается после перелёта на самолёте под именем Джека Тёрсби и устраивается на работу в компанию «Санвэйс системс».
В этой компании он проваливает тест на детекторе лжи, и это не является секретом для «Санвэйс системс». Они заключили сделку с неким Себастьяном Руксом (которого никто никогда не видел в лицо), третьей неизвестной стороной в этом фильме, благодаря которой главный герой не потерял себя в сеансе промывки мозгов и вёлся специально Ритой Фостер для «Санвэйс системс». Под страхом перед двумя корпорациями он договаривается с «Санвэйс системс» о работе двойным агентом по подбрасыванию дезинформации в «ДиджиКорп». Главный герой понимает, что он пешка и единственным ключом к разгадке является женщина — Рита Фостер. Он решает действовать самостоятельно: верить уже никому нельзя. Тайным способом удаётся связаться с Ритой и убедить её вступить в сделку с Себастьяном Руксом.
Во время выполнения последней миссии от «Санвэйс системс» по подбрасыванию дезинформации из их секретной базы для «ДиджиКорп» главный герой начинает реализовывать план Себастьяна Рукса — стать тройным агентом и провести не только «ДиджиКорп», как хочет «Санвэйс системс», но и саму «Санвэйс системс».
При поездке на секретную базу данных «Санвэйс системс» Салливан попадает в такси, «водитель» которого — глава службы безопасности «ДиджиКорп»: тот ему объясняет, что его роль двойного агента известна «ДиджиКорп»: его наняли по договору с тем же самым неизвестным Себастьяном Руксом для одурачивания «Санвэйс системс». Он объясняет ему бессмысленность жизни главного героя после выполнения миссии как для «Санвэйс системс», так и для Себастьяна Рукса, и что выход у Моргана Салливана только один — предать Себастьяна Рукса и передать в «ДиджиКорп» диск, вытащенный с базы «Санвэйс системс». Салливан окончательно запутывается и доверяется словам главы «ДиджиКорп».
В момент побега с базы «Санвэйс системс» ему помогает всё та же Рита Фостер, наймит Себастьяна Рукса. По прилёте с места преступления в свой особняк на крыше небоскреба у главного героя случается приступ страха, что едва он отдаст похищенный диск, то его ликвидирует Себастьян Рукс. Дождавшись уединения, Морган Салливан срочно звонит главе «ДиджиКорп» и те засекают его местоположение.
В последние минуты тишины в комнату заходит с пустыми бокалами для шампанского Рита Фостер и пытается подвести Салливана к зеркалу, чтобы он… познакомился лично с Себастьяном Руксом: он и есть тот самый Рукс… И это он и составил план по стиранию своих воспоминаний, чтобы внедриться в «ДиджиКорп» под видом Моргана Салливана, а Рита должна была бы его вести в нужном направлении.
Морган поддаётся панике. Но начинается штурм здания двумя корпорациями: «ДиджиКорп» и «Санвэйс системс». Салливан с Ритой бегут на крышу. Путь к спасению — вертолёт, которым умеет управлять только Себастьян Рукс. В момент паники его организм вспоминает, что нужно нажать среди кучи кнопок. Вертолёт поднимается над зданием, делает предпобедный пролёт, дабы показать своё торжествующее лицо перед двумя боссами корпораций, оказавшимися в этот момент на крыше одновременно. Те, шокированные происходящим, медленно поворачиваются на какой-то писк сзади и осознают, что это бомба.
Наслаждаясь своей гениальностью с таинственной улыбкой, бороздя море на своей яхте, Рукс с верной Ритой вставляет краденый диск в компьютер. Рита понимает, что всё это было завязано из-за неё. На диске последняя копия приказа о её устранении. Рукс говорит ей, что это уже стёрто из памяти БД (что было последней копией), после этого выкидывает диск в море, целует Риту, затягивается сигаретой.
Последний кадр — лицо Рукса, после первой затяжки полное загадочности и эмоций от недавних событий.

## В ролях
| Актёр           | Роль            |
| --------------- | --------------- |
| Джереми Нортэм  | Морган Салливан |
| Люси Лью        | Рита Фостер     |
| Найджел Беннетт | Финстер         |
| Дэвид Хьюлетт   | Вёрджилл Данн   |
| Кэри Матчетт    | Диана Тёрсби    |

## Призы
- В 2002 году гран-при за лучшую мужскую роль на Международном Кинофестивале в Каталонии в Сиджесе.
- В 2003 году награды за лучшие спецэффекты и за лучшую мужскую роль на фестивале «Фантаспорто».
- Премия «Золотой Ворон» за режиссуру на фестивале фантастического кино в Брюсселе.